# Mam przyjaciół
Mam przyjaciół – utwór zespołu IRA pochodzący z szóstej płyty Ogrody. Kompozycja została zamieszczona na drugim miejscu na krążku, trwa 4 minuty i 13 sekund i jest piątym utworem co do najdłuższych, znajdujących się na płycie.
Tekst utworu opowiada o grupie przyjaciół, takich na dobre i na złe. Autorem tekstu jest wokalista grupy Artur Gadowski.
Brzmienie utworu jest zachowane w łagodniejszym rockowym klimacie połączone z melodyjną solówką gitarową. Utwór skomponował gitarzysta Piotr Łukaszewski. Utwór był zaprezentowany fanom podczas trasy promującej płytę Ogrody, spotkał się z umiarkowanym przyjęciem. 
Obecnie jak zdecydowana większość utworów z tej płyty, utwór w ogóle nie jest grany na koncertach grupy.

## Twórcy
IRA
- Artur Gadowski – śpiew, chór
- Wojtek Owczarek – perkusja
- Piotr Sujka – gitara basowa, chór
- Kuba Płucisz – gitara rytmiczna
- Piotr Łukaszewski – gitara prowadząca

'Muzycy sesyjni
- Lech "Groszek" Grochala – instrumenty perkusyjne

Produkcja
- Nagrywany oraz miksowany: Studio S-4 w Warszawie w dn. 12 czerwca – 30 lipca 1995 roku
- Producent muzyczny: Leszek Kamiński
- Realizator nagrań: Leszek Kamiński
- Kierownik Produkcji: Elżbieta Pobiedzińska
- Mastering: Classicord – Julita Emanuiłow oraz Leszek Kamiński
- Aranżacja: Piotr Łukaszewski
- tekst utworu: Artur Gadowski
- Projekt graficzny okładki: Katarzyna Mrożewska
- Opracowanie i montaż zdjęć: Piotr Szczerski ze studia Machina
- Zdjęcia wykonała: Beata Wielgosz
- Sponsor zespołu: Mustang Poland